# Вилхелм Антон фон дер Асебург
Вилхелм Антон фон дер Асебург (на немски; * 16 февруари 1707, дворец Хиненбург при Бракел; † 26 декември 1782, дворец Нойхауз, Падерборн) е фрайхер от род фон дер Асебург и 52. княжески епископ на Падерборн (1763 – 1782).

## Живот
Той е вторият син на Ернст Константин фон дер Асебург-Хиненбург (1666 – 1726) и съпругата му фрайин Луция Отилия Франциска Волф-Метерних-Грахт (1680 – 1747), дъщеря на фрайхер Йохан Антон Волф-Метерних-Грахт и фрайин Анна Мария Магдалена фон Фюрстенберг цу Ватерлапе. По-големият му брат фрайхер Херман Вернер (1702 – 1779) е премиер-министър на Курфюрство Кьолн и служител в княжеското епископство Падерборн.
Вилхелм Антон е катедрален каноник от 1737 г. в Мюнстер и от 1744 г. в Падерборн. Той също е домхер в Оснабрюк и ръководи там съда от 1740 г. През 1754 г. той става катедрален пробст в Оснабрюк и ръководи управлението като префект.
Вилхелм Антон е избран на 25 януари 1763 г. за епископ на Падерборн. На 11 април 1763 г. той е става свещеник. На 16 май 1763 г. е помазан за епископ на Падерборн и встъпва на служба на 26 юни 1763 г.
През 1769 г. той създава „застраховка против пожари“ в Падерборн. През 1770 г. открива първата къща за сираци и от 1772 г. издава вестник „Paderbornisches Intelligenzblatt“. През 1773 г. реорганизира университета в Падерборн, поема наблюдаването на гимназията и университета и след една година създава допълнителни катедри по право и френски език. През 1777 г. основава „Падерборнски свещенически семинар“.
Вилхелм Антон умира на 26 декември 1782 г. на 75 години в дворец Нойхауз в Падерборн и е погребан в катедралата на Падерборн. Негов наследник е племенникът му Фридрих Вилхелм фон Вестфален (1727 – 1789), когото помазва за епископ още на 23 октомври 1763 г. в катедралата на Хилдесхайм.